# Szimejizi obszervatórium
A Szimejizi obszervatórium (ukránul: Сімеїзька обсерваторія), oroszul Szimeizi obszervatórium (Симеизская обсерватория) Ukrajnában, a Krím-félszigeten, Szimejiz városi jellegű település közelében az 1950-es évek közepéig működött kutató obszervatórium. Nemzetközi kódja 094. A Szimejiz melletti Kiska-hegyen, 360 m-es tengerszint feletti magasságban található. A terület napjainkban a Krími Asztrofizikai Obszervatórium kirendeltsége, ahol műholdak lézeres pályakövetését végző kutatóállomás működik.

## Története
Az obszervatóriumot 1900-ban saját költségén hozta létre Nyikolaj Szergejevics Malcov orosz amatőrcsillagász. A kezdeti időkben két kisebb távcsövet szereltek fel. Az obszervatóriumot 1908-ban Malcov az Orosz Tudományos Akadémiának ajándékozta és a Pulkovói Obszervatórium kirendeltsége lett. Az első komolyabb kutató berendezést 1925-ben telepítették, ekkor készült el egy egyméteres tükörrel felszerelt tükrös csillagászati távcső.
Az obszervatóriumot a második világháború alatt szinte teljesen lerombolták. A háború után egyes berendezések előkerültek Németországban, így az obszervatórium egykori nagy teleszkópja is, bár a tükre széttörött. 1945. június 30-án döntés született az obszervatórium újjáépítéséről, de a pulkovói helyett már a Krími Asztrofizikai Obszervatórium részeként. Az újjáépítésekor egy új, 2 m-es tükrös teleszkópot építettek fel, ez akkor a legnagyobb európai tükrös csillagászati távcső volt. Az 1950-es évek közepéig használták teleszkópos csillagászati kutatásokra, többek között aszteroidák megfigyelésére. A szimejizi obszervatóriumban 149 kisbolygót és nyolc üstököst fedeztek fel.
Az obszervatórium területén 1967-ben egy 22 méter átmérőjű RT–22 típusú rádióteleszkópot állítottak föl.
A Szimejizi obszervatórium tiszteletére nevezték el 748 Simeïsa névre a Grigorij Nyeujmin által 1913. március 14-én felfedezett aszteroidát.

## Képek

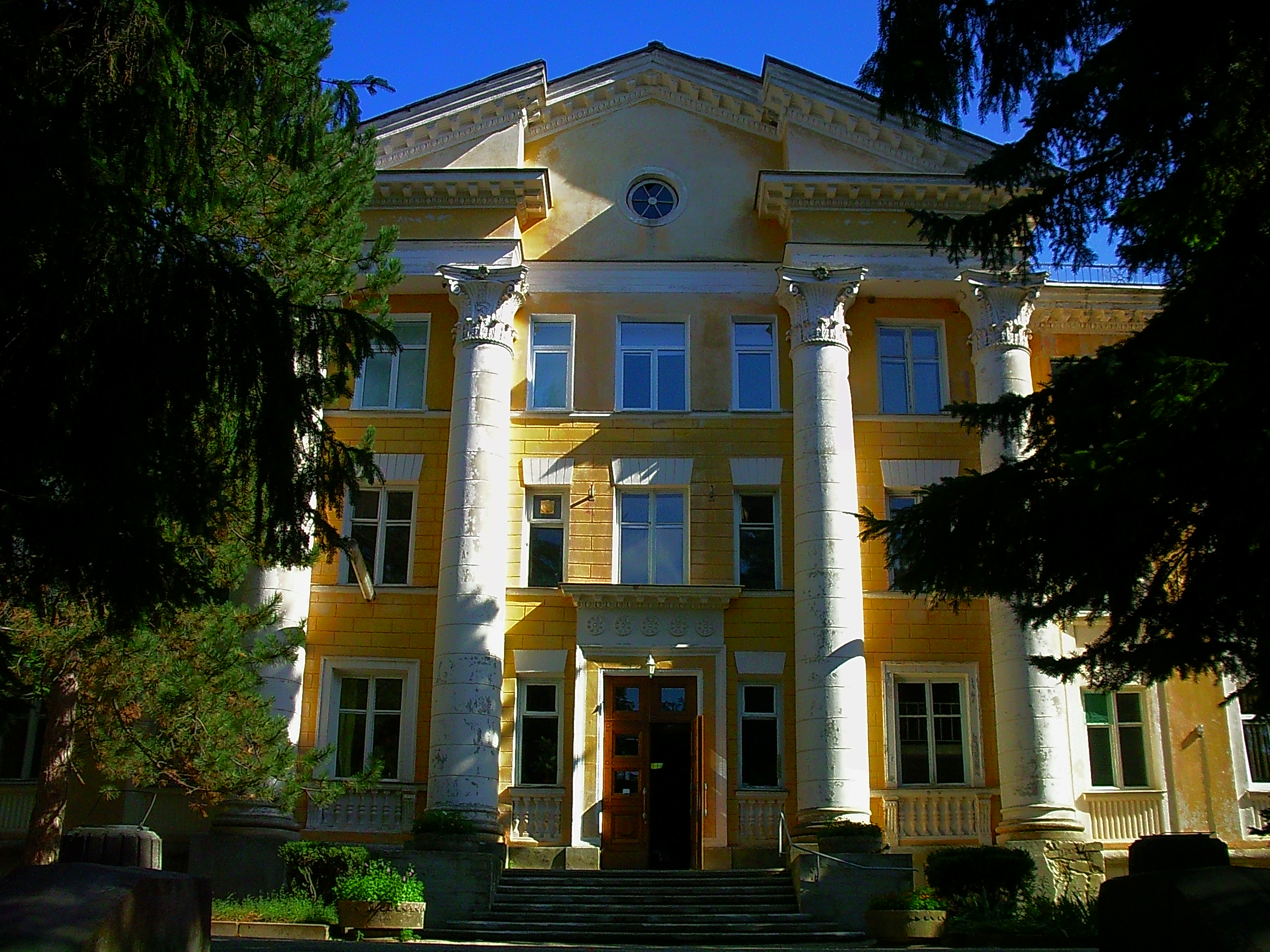
Az adminisztráció épülete
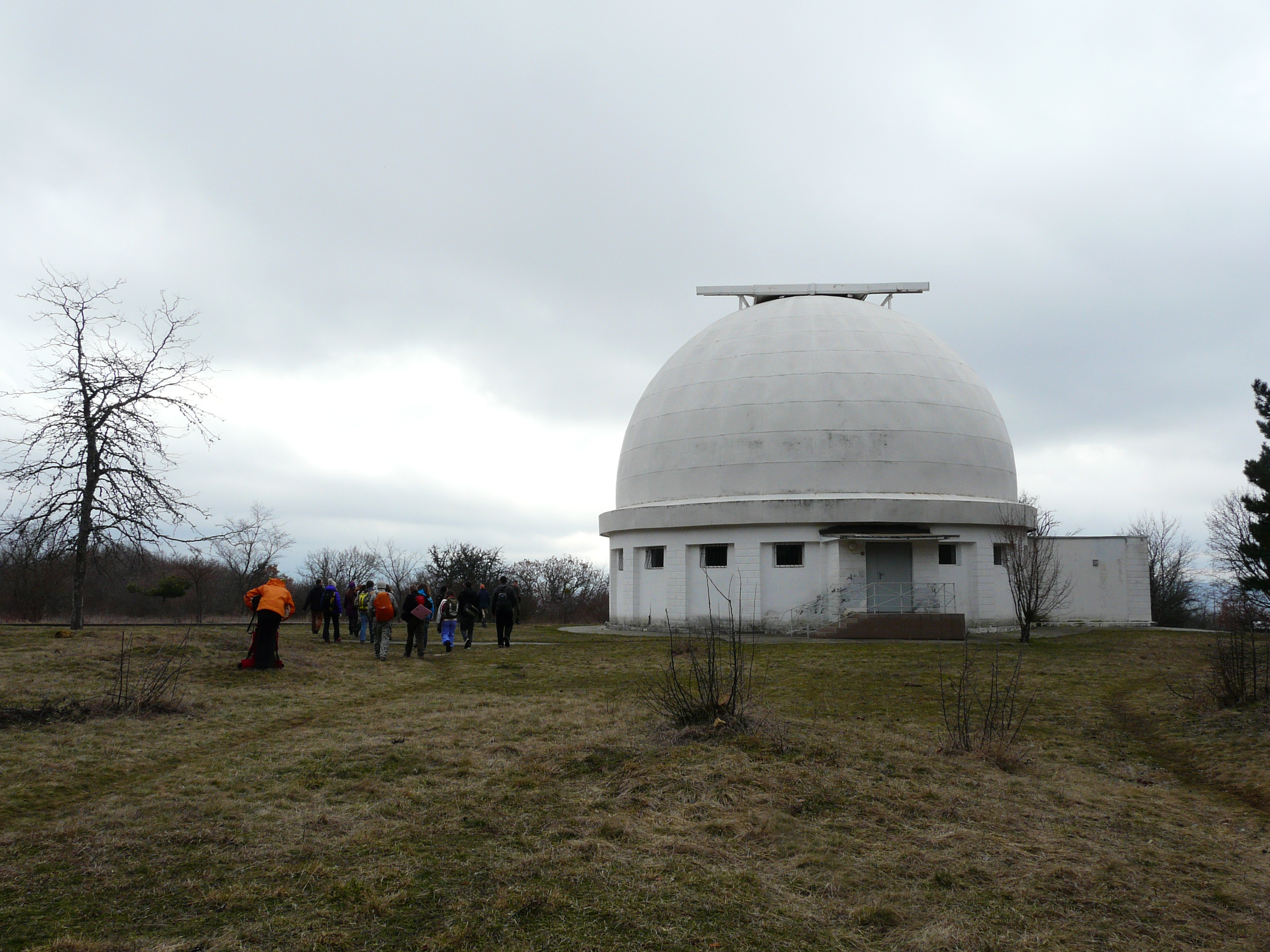
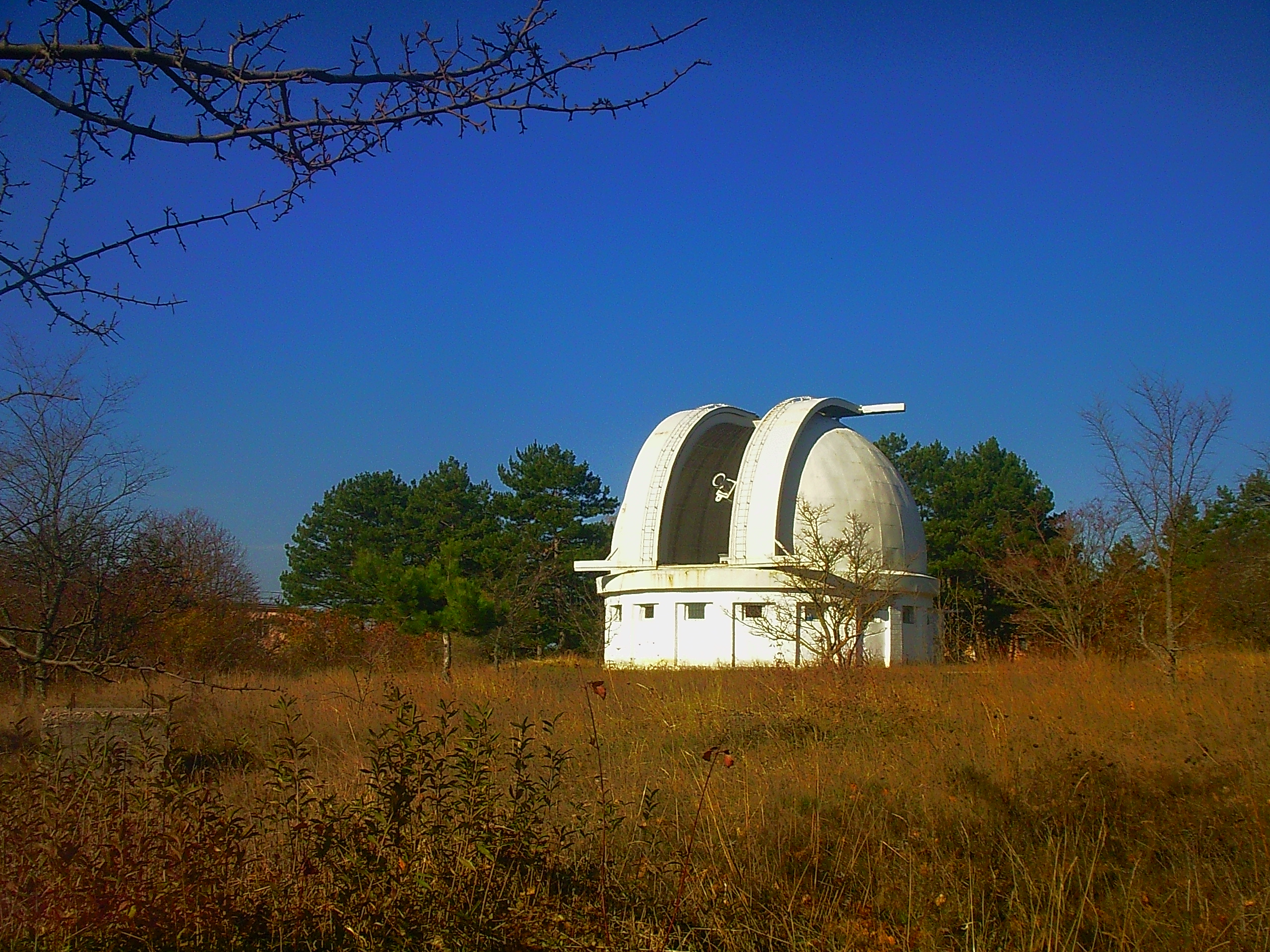
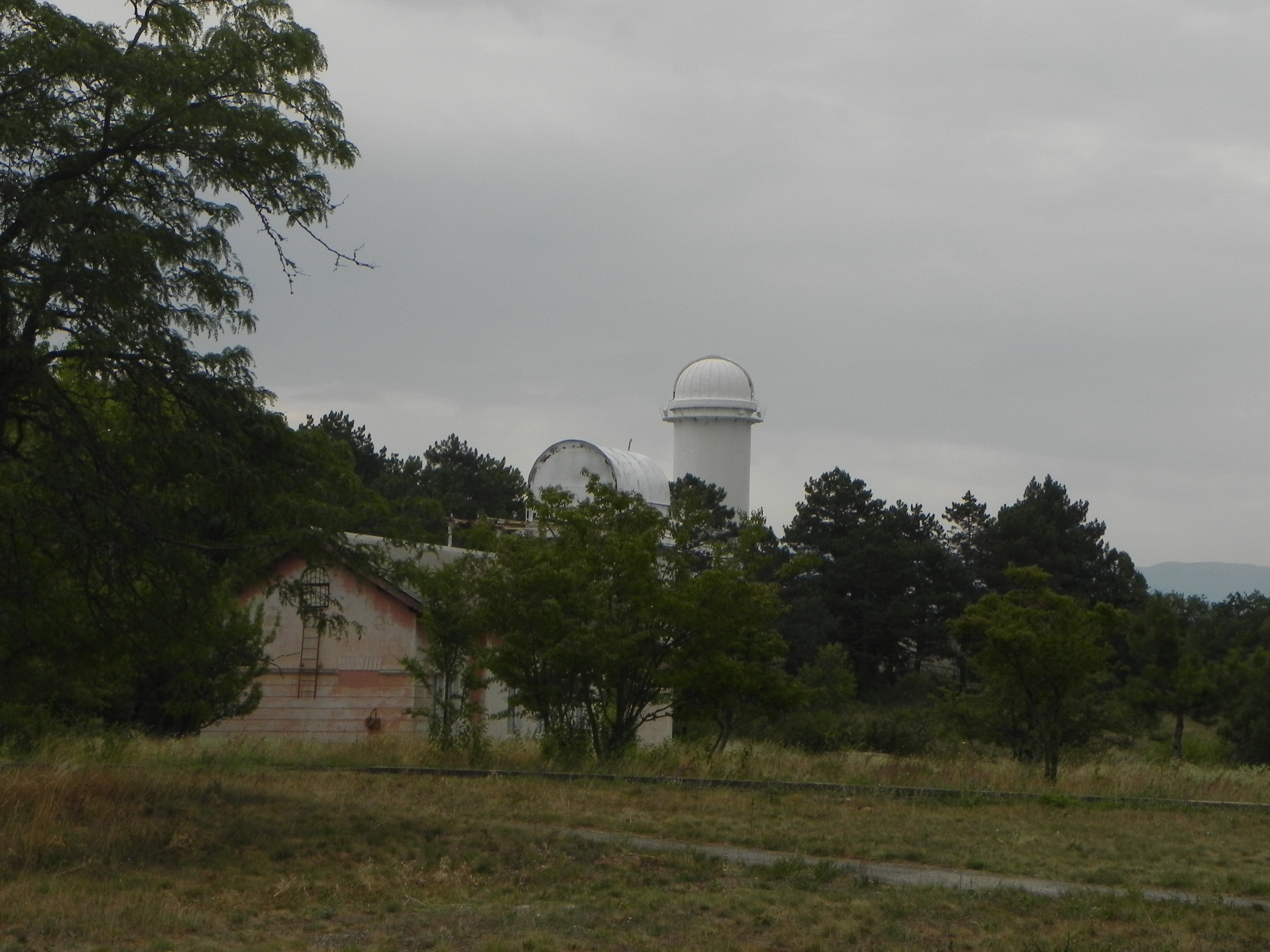
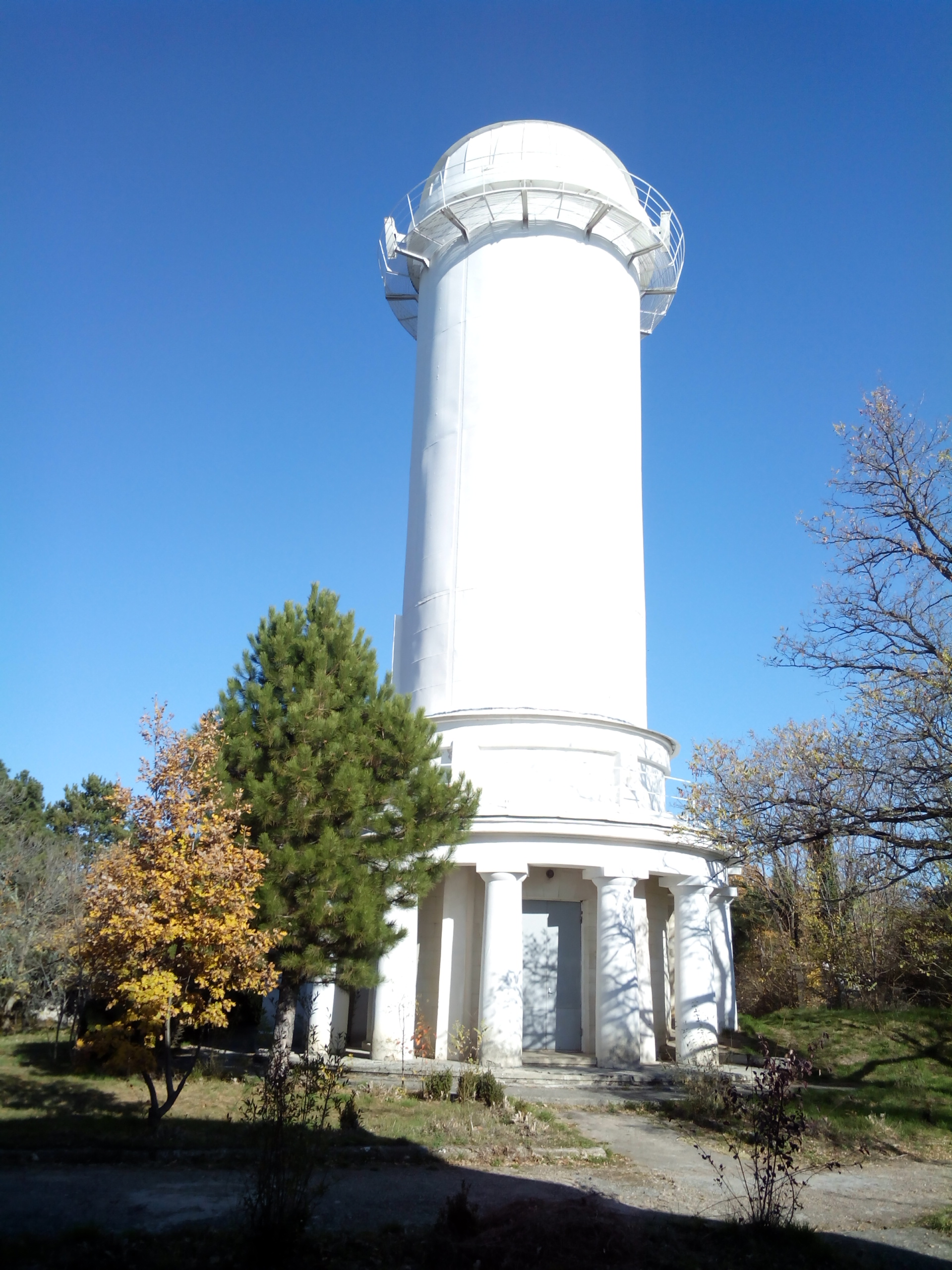
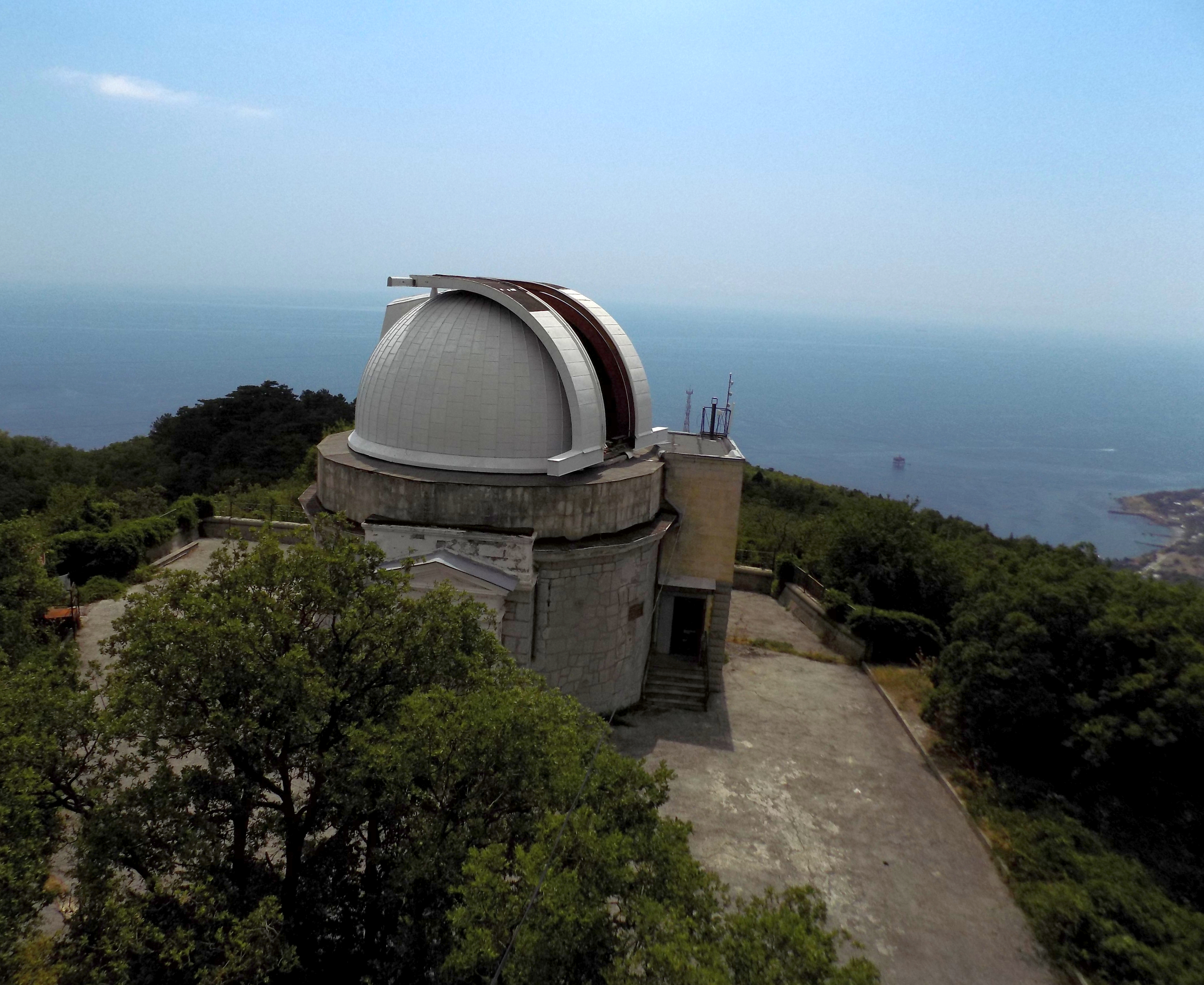
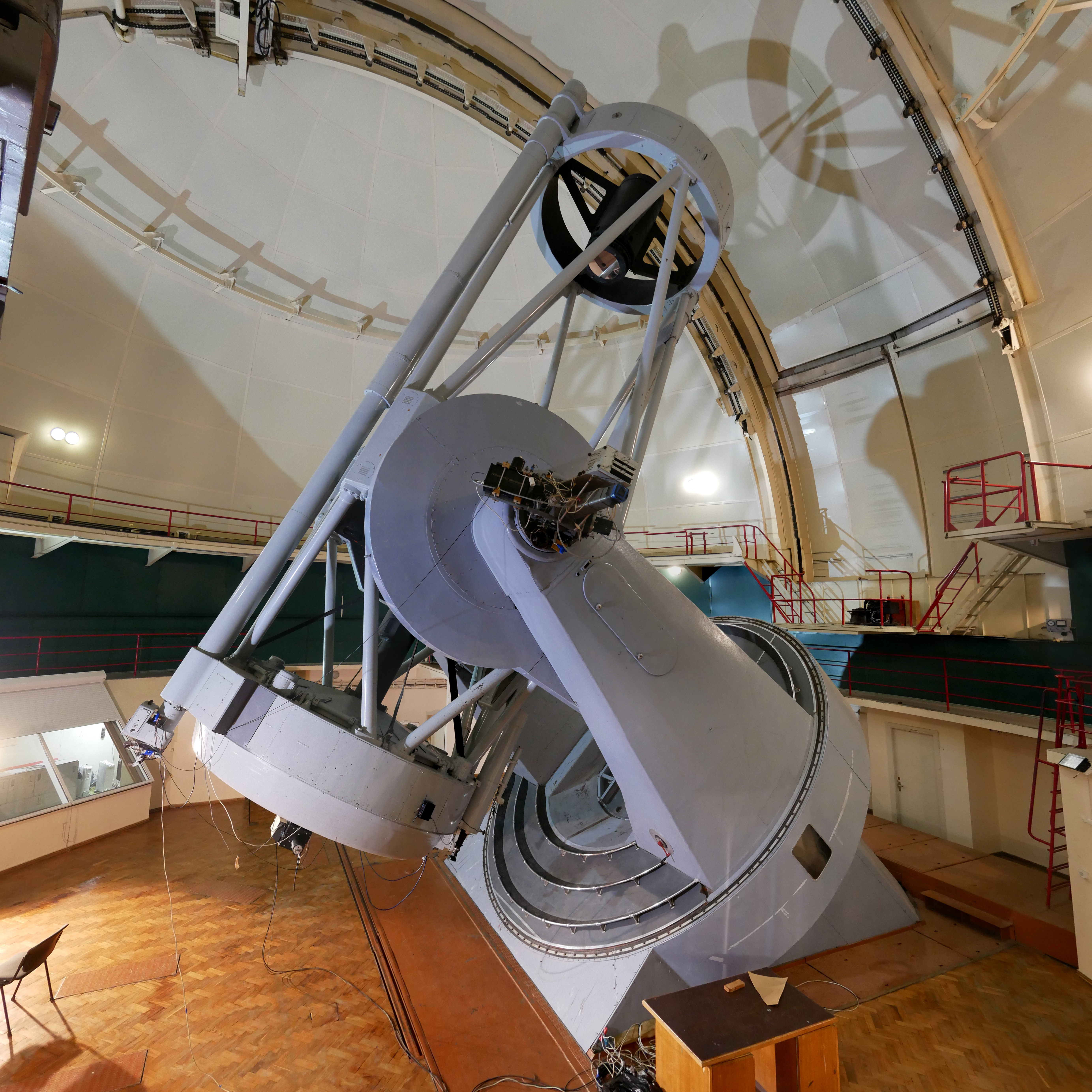
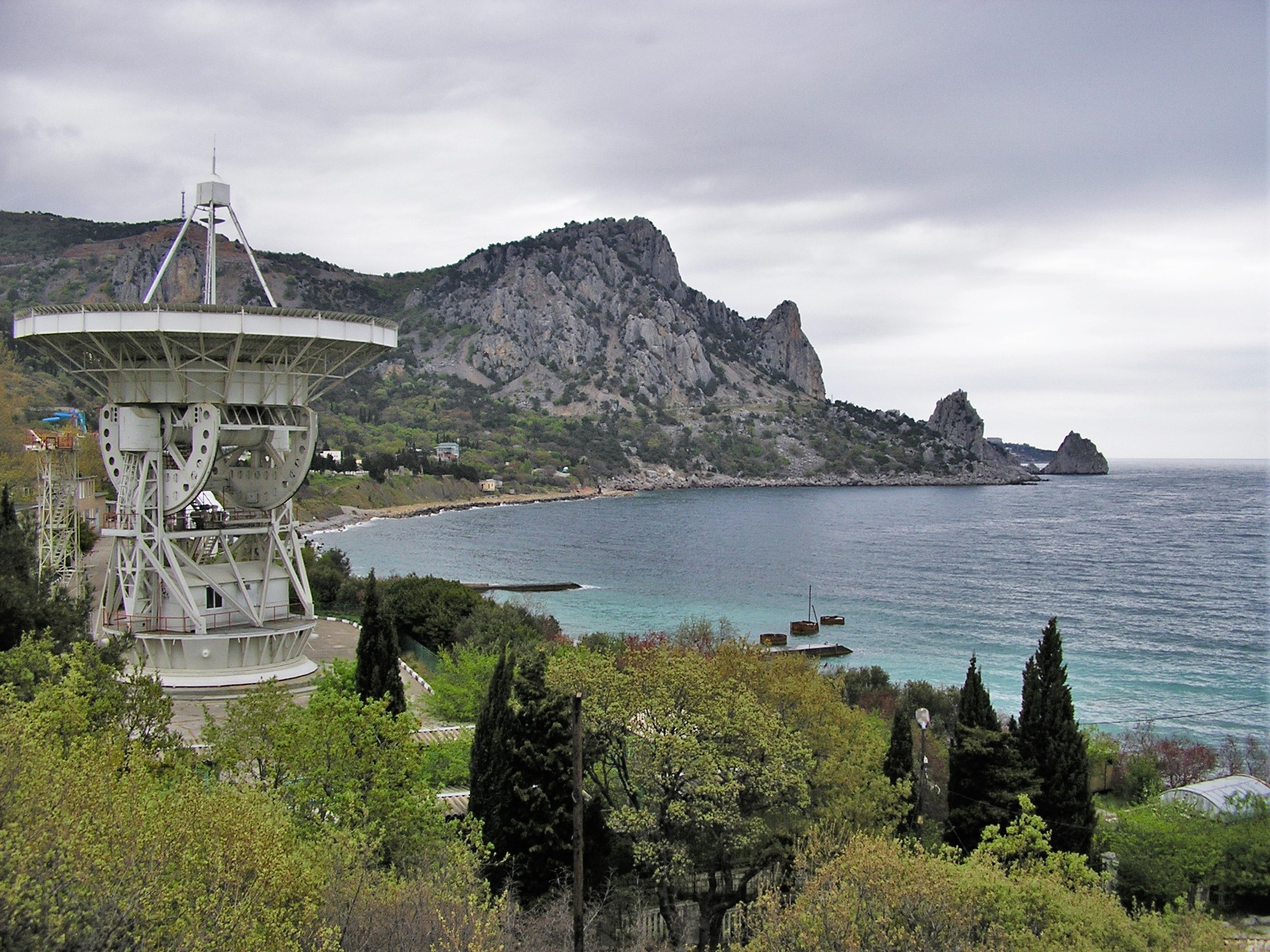
Rádiótávcső Kaciveli falucska mellett

## Külső hivatkozások
- Ljugyi i zvjozdi – In: Dzerkalo tizsnya, 1998/42. (oroszul)